# Brasilodon
Brasilodon es un género extinto de sinápsido cinodonto que existió durante el Triásico Superior. Medía aproximadamente 12 cm y pesaba 20 g. Se alimentaba de insectos (insectívoro). Brasilodon fue hallado en la formación Caturrita en el geoparque Paleorrota, Brasil.